# 에인절 콜비
에인절 콜비(Angel Coulby, 1980년 8월 30일 ~ )는 잉글랜드의 배우이다.

## 출연작
- 마법사 멀린
- 언더커버